# HD 117566
HD 117566，又名BD+79 422，SAO 7821、HR 5091，是一颗恒星，视星等为5.77，位于銀經120.71，銀緯38.33，其B1900.0坐标为赤經13h 26m 5.5s，赤緯+79° 38.33′ 38″。